# Ihlewitz
Ihlewitz este o comună din landul Saxonia-Anhalt, Germania.